# イラン航空291便墜落事故
イラン航空291便墜落事故（イランこうくう291びんついらくじこ）とは1980年1月21日にイランで発生した航空事故である。

## 事故の経過
事故当日、イラン航空のボーイング727-86 （機体記号: EP-IRD）は国内便としてマシュハド国際空港発テヘラン・メヘラーバード空港行き291便として飛行していた。291便は霧が立ち込め雪が降る中でテヘラン・メヘラーバード空港の29番滑走路へ着陸進入中、19時11分（現地時間）にテヘランの北29km（18マイル）のアルボルズ山脈に墜落した。この事故で乗組員8人と乗客120人の全員が死亡し、機体は大破した。当時、この事故はイラン史上最悪の航空事故であった。
調査官は考えられる事故原因は 計器着陸装置と地上レーダーの不備であるという結論を出した。291便の墜落事故を受けて、イラン民間航空局 (Iran's Civil Aviation Authority) の長官と5人の職員が故殺罪に問われた。